# Motueka

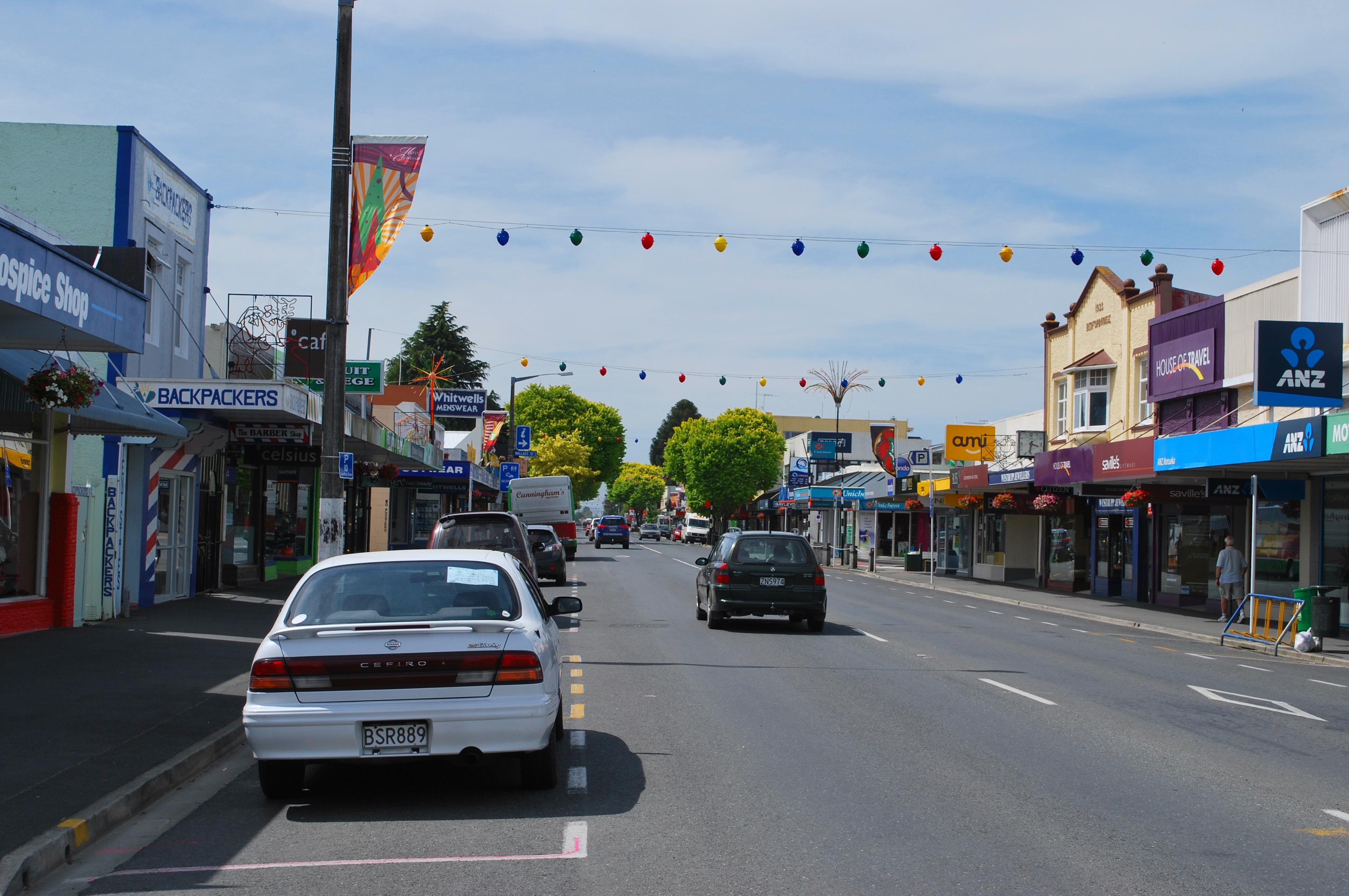
State Highway 60 im Zentrum von Motueka

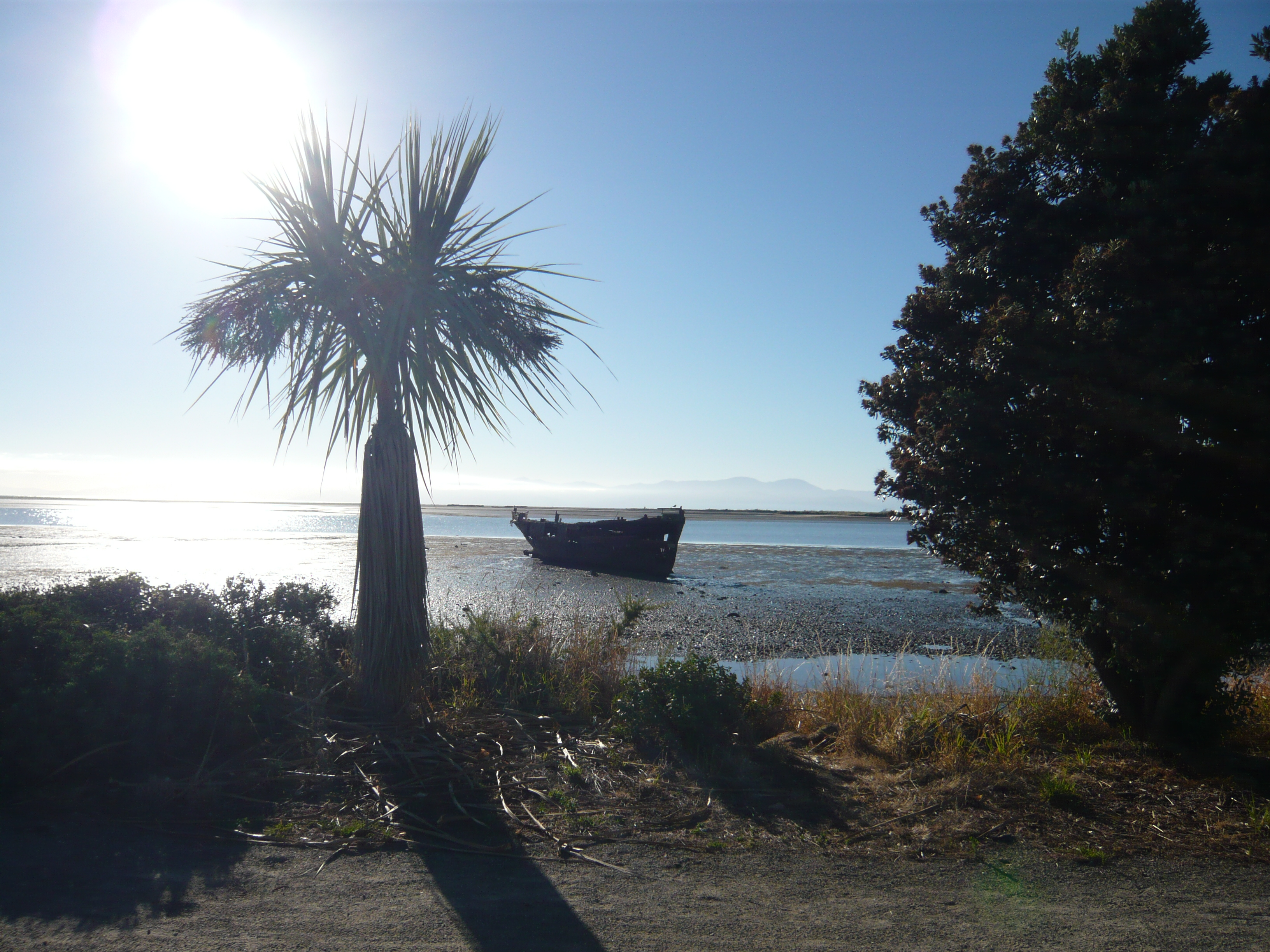
Motueka, Ebbe am Strand

Motueka ist eine Stadt im Tasman District auf der Südinsel von Neuseeland.

## Namensherkunft
Motueka ist vermutlich eine Verkürzung des Wortes „Motuweka“. In der Sprache der Māori bedeutet „motu“ Gehölz oder eine Gruppe von Bäumen und „weka“ ist die Bezeichnung einer Vogelart in Neuseeland, siehe Wekaralle (Gallirallus australi). Eine andere Interpretation des Wortes „motu“ setzt dies mit „Insel“ gleich. So würde der Name der Stadt mit „Insel mit Busch und Weka-Vögel“ übersetzt werden können.

## Geographie
Die Stadt befindet sich rund 28 km nordwestlich von Nelson in der Bucht der Tasman Bay / Te Tai-o-Aorere, angelegt auf dem Schwemmland des Motueka River, der rund 3 km nördlich des Stadtzentrums in die Tasman Bay / Te Tai-o-Aorere mündet. Rund 5 km westlich erheben sich die bis zu 1809 m hohen Wharepapa / Arthur Range.

## Bevölkerung
Zum Zensus des Jahres 2013 zählte der Ort 7593 Einwohner, 6,6 % mehr als zur Volkszählung im Jahr 2006. Weit über 80 % der Bevölkerung sind europäisch oder stammen von europäischen Einwanderer ab und zwischen 12 und 13 % sind Māori.

## Städtepartnerschaften
Motueka unterhält eine Partnerschaft mit Kiyosato auf der japanischen Insel Hokkaidō.

## Wirtschaft
In der Stadt befindet sich die größte Fischfabrik der Gegend, die 1936 von Ivan Peter Talijancic gegründete Talley's Limited. Des Weiteren haben sich viele Kunsthandwerker in Motueka angesiedelt und ist Zentrum eines Anbaugebiets für Tee, Hopfen und verschiedene Obstsorten wie Äpfel, Trauben und Kiwis.

## Infrastruktur

### Straßenverkehr
Durch die Stadt führt der New Zealand State Highway 60, der Motueka über den rund 28 km südöstlich liegenden New Zealand State Highway 6 mit Nelson verbindet. Dieser Abschnitt wird auch als The Costal Highway bezeichnet. Nach Nordwesten hin verbindet der State Highway 60 Motueka über den Tākaka Hill Saddle mit dem rund 55 km entfernten Collingwood. Der im Tal des Moutueka River nach Südwesten führende Motueka Valley Highway, früher als State Highway 61 bezeichnet, verbindet die Stadt mit dem State Highway 6 bei Kohatu Junction nahe Tapawera.

### Schiffsverkehr
Motueka besitzt auch einen kleinen Hafen. Der Motueka Port befindet sich rund 3 km südsüdöstlich des Stadtzentrums und besitzt neben einer Anlegestelle Frachtschiffe einen innenliegenden Yachthafen.

### Flugverkehr
Ein kleiner Flugplatz, knapp 2 km südwestlich des Stadtzentrums, bietet zweimal täglich eine Flugverbindung nach Wellington. 1984 begann die Fluggesellschaft Motueka Air mit Linienflügen nach Wellington mit einer Piper Aztec. Später wurden auch Nelson und Palmerston North mit zusätzlichen Piper Chieftains angeflogen. 1988 wurde Motueka Air in Air Nelson umbenannt und den Firmensitz zum Flughafen Nelson verlegt. Im Oktober 1988 kaufte sich Air New Zealand mit 50 % in das Unternehmen ein und übernahm die Fluggesellschaft 1990 komplett.

### Bildungswesen
Motueka besitzt zehn Schulen, die Brooklyn School, Lower Moutere School, Motueka High School, Parklands School, Riwaka School, Motueka South School, St Peter Chanel School, Rudolf Steiner School, Tasman School und die Tasman Bay Christian School. Die Motueka High School ist die einzige weiterführende Schule und die größte in der Region Abel-Tasman. Alle Anderen Schule sind Grundschulen.

## Tourismus
Motueka dient aber als Ausgangspunkt für Fahrten in den Abel Tasman National Park und den Kahurangi National Park und für den Besuch der nahegelegenen Strände.

## Sport
Die Stadt besitzt einen Golfplatz. Auf dem Flugplatz wird Fallschirmspringen angeboten. Die Angebote umfassen neben touristisch ausgerichteten Tandemsprüngen auch Sprungausbildung und Fallschirmsport. Daneben wird der Platz regelmäßig für Drag Racing-Veranstaltungen genutzt. Die Stadt ist mit Mannschaften in der Golden Bay-Motueka Rugby Union und der Tasman Rugby Union vertreten.

## Persönlichkeiten

### Söhne und Töchter
- Denis Aberhart, Cricketspieler
- Edward Chaytor (1868–1939), Generalmajor
- Bevan Congdon (* 1983), Cricketspieler
- Josh Coppins (* 1977), Motocross-Rennfahrer
- Owen Franks (* 1987), Rugby-Nationalspieler
- Denis Hulme (1936–1992), Formel-1-Rennfahrer
- Glenn Milnes (* 1974), Cricketspieler
- Walter Moffatt (1866–1938), Bürgermeister von Nelson
- Michael Myers (1873–1950), Oberster Richter von Neuseeland
- Bill Rowling (1927–1995), Politiker (Labour Party und 30. Premierminister Neuseelands)
- Florence Young (1856–1940), Missionar

### Personen mit Beziehung zur Stadt
- Michael Bennett, Regisseur
- George Black (1904–1932), Politiker und Parlamentsabgeordneter
- Tony Blain (* 1962), Cricketspieler
- Ann Boyce, Pionierin und Pflanzenheilkundige
- Herbert Curtis (1818–1890), Parlamentsabgeordneter
- James George Deck (1807–1884), Evangelist
- Ruth Gilbert (1917), Dichter
- Toni Hodgkinson (* 1971), Mittelstreckenläuferin
- Keith Holyoake (1904–1983), Politiker
- Richmond Hursthouse (1854–1902), Parlamentsabgeordneter und Minister
- Simon Mannering (* 1986), Rugbyspieler
- Roderick McKenzie (1852–1934), Parlamentsabgeordneter
- Charles Parker (1809–1898), Parlamentsabgeordneter
- Richard Phineas Hudson (1860–1953), Parlamentsabgeordneter
- Alfred Christopher Picard (1824–1855), Parlamentsabgeordneter
- Clarence Skinner (1900–1962), stellvertretender Premierminister und Minister

## Baudenkmale
Beim New Zealand Historic Places Trust sind in Motueka unter anderem folgende Baudenkmale registriert:
- Motueka Museum[11]
- aus Naturstein errichteter Schiffsanleger und Denkmal[12]
- Peninsula Bridge, Straßenbrücke[13]
- Motueka Saltwater Baths, Meerwasserbad[14]